# (3219) Komaki
(3219) Komaki (1934 CX) – planetoida z pasa głównego asteroid okrążająca Słońce w ciągu 5,31 lat w średniej odległości 3,04 au. Odkryta 4 lutego 1934 roku.